# CKD9C型柴油机车
CKD9C型柴油机车是土库曼斯坦铁路和蒙古国铁路的柴油机车车型之一，由中国南车集团资阳机车有限公司设计制造。CKD9C型柴油机车是在中国铁路东风4B型货运机车基础上改进而成的双节重联货运柴油机车，采用16V240ZJB型柴油机，最高运行速度为100公里/小时。

## 发展历史
2004年，土库曼斯坦铁道交通部进行铁路机车车辆招标采购。同年10月4日，土库曼斯坦总统尼亚佐夫签署命令，批准铁道交通部向中国南车集团资阳机车厂采购三种型号、共计71台、总价值4.8亿元人民币的柴油机车，包括16台CKD9A型客运柴油机车、22组（44台）CKD9C型双机重联货运柴油机车、10台CKD6E型调车柴油机车。同年10月19至21日，中华人民共和国外交部部长李肇星率团访问土库曼斯坦，期间中国首创龙基科技有限公司与土库曼斯坦铁道交通部正式签订铁路机车、车厢和其他设备的出口合同，合同总额为1.28亿美元，土库曼斯坦总统尼亚佐夫与中国外长李肇星出席了该合同的签字仪式，该合同也是中土两国建交14年以来最大的双边经贸合同。CKD9C型柴油机车是以东风4B型机车为基础研制而成的双节重联货运柴油机车，采用16V240ZJB型柴油机，最高运行速度为100公里/小时。22组CKD9C型柴油机车于2006年至2007年间分批交付土库曼斯坦投入使用，车号为0001～0022。
2008年，蒙古国“TransCON”公司（ТрансКон ХХК）向资阳机车有限公司订购了一组CKD9C型机车，车号为0023。
2008年9月25日，土库曼斯坦铁道交通部、南车资阳机车有限公司和首创龙基科技有限公司签订第二批出口土库曼斯坦机车合同，包括客运柴油机车、货运柴油机车、调车柴油机车共34台。2011年4月，土库曼斯坦铁道交通部、南车资阳机车有限公司和中国机械进出口集团公司签订了价值约9.3亿元人民币的第三批出口土库曼斯坦机车合同，包括客运机车、货运机车、调车机车共75台。2011年8月，土库曼斯坦铁道交通部、南车资阳机车有限公司和中国机械进出口集团公司签订第四批出口土库曼斯坦机车合同，购买20台货运机车和40台调车机车及其备件。
2012年7月，哈萨克斯坦“AKTAN”公司向资阳机车公司订购了一组CKD9C型机车车号为CKD9C0024,该台机车于1月22日运送至哈萨克斯坦的阿拉木图市。在首台干线货运内燃机车尚未正式投入运用的情况下，该集团于2月3日再次下单购买10台机车，充分体现了对中国南车产品的肯定和信任。该集团制作的2013年挂历的封面图案就是南车资阳机车有限公司为其量身打造的机车。2014年2月27日，该集团再次下单购买12台机车。

## 技术特点
CKD9C型柴油机车是双节重联干线货运机车，每组机车由两节结构相同的单司机室机车联挂而成，分别为A节和B节机车，机车乘务员在本务机车上可同时操纵两节机车，两车之间有风挡和通过台，两车之间设有电气重联控制电缆和空气制动系统重联控制风管。
每节机车装用一台16V240ZJB型柴油机，为16气缸、四冲程、废气涡轮增压的V型中速柴油机，气缸直径240毫米，活塞行程275毫米，标定功率2650千瓦（3600马力），装车功率2430千瓦（3300马力）。传动系统采用交—直流電傳動，每台机车装用一台TQFR-3000型三相交流同步主发电机，和六台ZQDR-410型直流牵引电动机。柴油机通过弹性联轴节直接驱动一台三相交流同步牵引发电机，通过硅整流装置把牵引发电机发出的三相交流电整流为直流电，再将电能输送给两台转向架上的六台并联的直流串励牵引电动机，通过传动齿轮驱动车轮。机车并设有具有全功率自负荷功能的制动电阻装置。
机车走行部为两台三轴转向架，结构与东风4B型机车的转向架相同，一系悬挂采用轴箱拉杆定位及螺旋弹簧，二系悬挂采用旁承橡胶堆。牵引电机采用滑动抱轴承式半悬挂安装方式。根据土库曼斯坦方面的要求，基础制动装置采用与东风4B型机车相同的杆系制动装置，机车制动系统采用JZ一7型空气制动机。